# Ne prends pas les poulets pour des pigeons
Pour plus de détails, voir Fiche technique et Distribution.
Ne prends pas les poulets pour des pigeons est un film français réalisé par Jean Rollin sous le pseudonyme de Michel Gentil, sorti en 1985.

## Synopsis
Le commissaire divisionnaire Bricot envoie deux inspecteurs sur la Côte d'Azur pour démanteler un trafic de drogue dans une fabrique de masques de carnaval. Toutefois, connaissant le peu d'efficacité du travail de ses subordonnés, il descend à Nice pour mener l'enquête.

## Fiche technique
- Titre : Ne prends pas les poulets pour des pigeons
- Réalisation : Michel Gentil, pseudonyme de Jean Rollin
- Scénario : Jean-Claude Benhamou
- Photographie : Quinto Albicocco
- Musique : Jean-Claude Benhamou et Alex Perdigon
- Montage : Janette Kronegger
- Son : Jean-Claude Reboul
- Production : Les Films ABC - Les Films de l'Eau Vive
- Genre :  comédie
- Durée : 80 min
- Date de sortie : 
  - France : 9 octobre 1985

## Distribution
- René Tramoni : Commissaire divisionnaire Bricot
- Jean-Marie Vauclin : Inspecteur Lesourd
- Jean-Claude Benhamou : Inspecteur Cellier
- Popeck : Paul le pirate
- Michel Galabru : Commissaire Dufresne
- Gérard Landry : Blanchard
- Brigitte Borghese